# Casa de pe Str. Sf. Atanasie nr. 22 din Iași
Casa de pe Str. Sf. Atanasie nr. 22 din Iași este un monument istoric situat în municipiul Iași, județul Iași. Este situată în Str. Sf. Atanasie nr. 22. Clădirea a fost construită la începutul secolului al XX-lea. Figurează pe noua listă a monumentelor istorice sub codul LMI: IS-II-m-B-04042.